# Изборне скупштине СКА 1931-1940
Српска краљевска академија, (сада позната под именом Српска академија наука и уметности) основана је 1. новембра 1886. Првих 16. академика поставио је указом краљ Милан Обреновић 5. априла 1887, а затим су нове чланове, редовне и дописне, бирали сами академици на својим изборним скупштинама.
Овим изборним скупштинама Академија се обнављала и подмлађивала, и у томе је њихов велики значај. Хронолошки ће бити представљене изборне скупштине, као и списак тада изабраних чланова. Инострани чланови су установљени тек законом од 28. јуна 1960, а чланови из иностранства бирани до тог датума имали су статус дописних одн. редовних чланова Академије. Међутим иако на скупштинама у периоду 1931-1940 они нису формално бирани за иностране чланове, биће уврштени у ту категорију. У овом чланку налазе се информације за изборне скупштине одржане у периоду 1931-1940. За остале периоде погледајте Изборне скупштине САНУ.
| Име и презиме | Године рођења и смрти | Звање        |
| ------------- | --------------------- | ------------ |
| Јован Дучић   | 1871-1943             | редовни члан |
| Иван Ђаја     | 1884-1957             | редовни члан |

| Име и презиме        | Године рођења и смрти | Звање          |
| -------------------- | --------------------- | -------------- |
| Владимир Р. Петковић | 1874-1956             | редовни члан   |
| Теодор Тарановски    | 1875-1936             | редовни члан   |
| Стеван Бошковић      | 1868-1957             | дописни члан   |
| Владимир Ласкарев    | 1868-1954             | дописни члан   |
| Душан Пантелић       | 1879-1955             | дописни члан   |
| Петар Колендић       | 1882-1969             | дописни члан   |
| Стјепан Ившић        | 1884-1962             | дописни члан   |
| Грегор Чремошник     | 1890-1958             | дописни члан   |
| Вацлав Сјерпињски    | 1882-1969             | инострани члан |

| Име и презиме     | Године рођења и смрти | Звање        |
| ----------------- | --------------------- | ------------ |
| Јован Ердељановић | 1874-1944             | редовни члан |
| Бранислав Нушић   | 1864-1938             | редовни члан |

| Име и презиме                   | Године рођења и смрти | Звање          |
| ------------------------------- | --------------------- | -------------- |
| Никола Радојчић                 | 1882-1964             | редовни члан   |
| Милан Ракић                     | 1876-1938             | редовни члан   |
| Владимир Ћоровић                | 1885-1941             | редовни члан   |
| Никола Салтиков                 | 1872-1961             | дописни члан   |
| Синиша Станковић                | 1892-1974             | дописни члан   |
| Драгиша Васић                   | 1885-1945             | дописни члан   |
| Антон Премерштајн               | 1869-1935             | дописни члан   |
| Евгеније Спекторски             | 1875-1951             | дописни члан   |
| Александр Александрович Васиљев | 1867-1953             | инострани члан |
| Рудолф Егер                     | 1882-1969             | инострани члан |

| Име и презиме         | Године рођења и смрти | Звање        |
| --------------------- | --------------------- | ------------ |
| Филарет-Бранко Гранић | 1883-1948             | дописни члан |
| Владислав Скарић      | 1869-1943             | дописни члан |

| Име и презиме   | Године рођења и смрти | Звање          |
| --------------- | --------------------- | -------------- |
| Антон Билимовић | 1879-1970             | редовни члан   |
| Вељко Петровић  | 1884-1967             | редовни члан   |
| Јаша Продановић | 1867-1948             | дописни члан   |
| Вале Воук       | 1886-1962             | дописни члан   |
| Фран Тућан      | 1878-1954             | дописни члан   |
| Људмил Хауптан  | 1884-1968             | дописни члан   |
| Јован Хаџи      | 1884-1972             | дописни члан   |
| Шарл Дил        | 1859-1944             | инострани члан |
| Казимјеж Њич    | 1874-1958             | инострани члан |
| Олджих Хујер    | 1880-1942             | инострани члан |

| Име и презиме        | Године рођења и смрти | Звање          |
| -------------------- | --------------------- | -------------- |
| Тихомир Ђорђевић     | 1868-1944             | редовни члан   |
| Никола Тесла         | 1856-1943             | редовни члан   |
| Стеван Јаковљевић    | 1890-1962             | дописни члан   |
| Момчило Нинчић       | 1876-1949             | дописни члан   |
| Жак Зеје             | 1878-1962             | инострани члан |
| Борис Миркин-Гецевич | 1892-1953             | инострани члан |

| Име и презиме     | Године рођења и смрти | Звање          |
| ----------------- | --------------------- | -------------- |
| Иво Андрић        | 1892-1975             | редовни члан   |
| Војислав Мишковић | 1892-1976             | редовни члан   |
| Милош Тривунац    | 1876-1944             | редовни члан   |
| Јован Карамата    | 1902-1967             | дописни члан   |
| Исидора Секулић   | 1877-1958             | дописни члан   |
| Радослав Грујић   | 1878-1955             | дописни члан   |
| Нико Жупанич      | 1876-1961             | дописни члан   |
| Јиржи Хорак       | 1884-1975             | инострани члан |

| Име и презиме           | Године рођења и смрти | Звање          |
| ----------------------- | --------------------- | -------------- |
| Филарет-Бранко Гранић   | 1883-1948             | редовни члан   |
| Марко Мурат             | 1864-1944             | редовни члан   |
| Милан Решетар           | 1860-1942             | редовни члан   |
| Јорјо Тадић             | 1899-1969             | дописни члан   |
| Ксенофон Шаховић        | 1898-1956             | дописни члан   |
| Војислав С. Радовановић | 1894-1957             | дописни члан   |
| Ејнар Дигве             | 1887-1961             | инострани члан |
| Тадеуш Лер-Сплавињски   | 1891-1965             | инострани члан |
| Димитрије Помпеју       | 1873-1954             | инострани члан |